# Cliserio Alanís (Morelos)
Cliserio Alanís es una localidad del estado mexicano de Morelos. Es parte del municipio de Jiutepec.

## Toponimia
El nombre de la localidad rinde homenaje a Cliserio Alanís, militar partícipe de la Revolución mexicana, oriundo del municipio de Jiutepec.

## Demografía
| Gráfica de evolución demográfica |
|                                  |

| Censo | Población |
| ----- | --------- |
| 1900  | 98        |
| 1910  | 64        |
| 1921  | —         |
| 1930  | 185       |
| 1940  | 130       |
| 1950  | 201       |
| 1960  | 299       |
| 1970  | 445       |
| 1980  | 565       |
| 1990  | 708       |
| 2000  | 1478      |
| 2010  | 2092      |
| 2020  | 2706      |